# Humiliation
 (décembre 2023).
Si vous disposez d'ouvrages ou d'articles de référence ou si vous connaissez des sites web de qualité traitant du thème abordé ici, merci de compléter l'article en donnant les références utiles à sa vérifiabilité et en les liant à la section « Notes et références ».

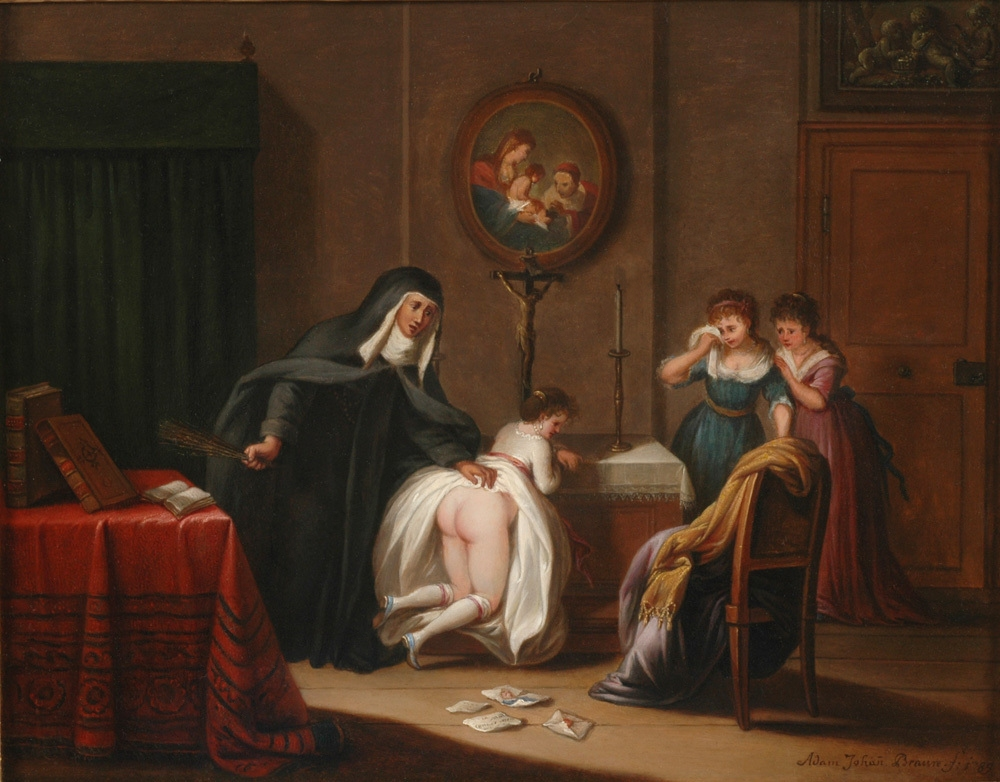
La fessée est une punition corporelle avant tout humiliante, provoquant une sensation d'impuissance chez la personne qui la reçoit.

Une humiliation est un rabaissement conduisant à une mortification, un état d'impuissance ou de soumission. L'humiliation peut être le fait d'une agression, d'une intimidation, d'une maltraitance physique ou mentale, de l'embarras ou de la gêne dans lesquels peut se retrouver une personne.
Alors que l'humilité vise à rabaisser son propre égo, l'humiliation implique une relation entre individus.
Quoique cela soit plus rare, il est possible qu'un individu tente de s'humilier lui-même, par exemple dans un contexte sexuel (on parle alors d'humiliation érotique), ou dans des situations plus complexes sur le plan psychologique.

## Types

### Punition ou tactique
L'humiliation d'un individu par un autre (le « bourreau ») est souvent utilisée pour exprimer la puissance envers le rabaissement. C'est une forme d'oppression, d'agression ou d'abus utilisés dans un contexte autoritaire, policier ou militaire, ou dans les prisons en guise de torture.
D'anciennes punitions actuellement abolies (torture par les chatouilles), pilori, « marque d'infamie » (stigmatisation sociale) devaient « servir d'exemple » pour d'autres individus qui tenteraient d'agir de la même manière.
Certains États d'Amérique punissaient et humiliaient les hors-la-loi en indiquant leur faute. Des pratiques humiliantes comme déshabiller un prisonnier ou le forcer à des actes sexuels sont contraires aux lois policières. Néanmoins, ces techniques ont été utilisées lors d'interrogatoires policiers pour briser la résistance d'un suspect.

### Humiliation érotique
L'humiliation peut être une pratique sexuelle consentante qui engage des activités souvent sadomasochistes. C'est un type d'humiliation psychologique dans un contexte sexuel durant lequel un individu gagne du plaisir et une excitation érotique à l'aide d'un partenaire lorsque ce dernier se sent rabaissé et humilié, souvent en conjonction avec la stimulation sexuelle d'un ou des deux partenaires durant l'activité.
L'humiliation en elle-même a besoin d'être sexuelle. Elle peut être verbale ou physique, publique ou privée. 
Souvent elle peut se banaliser et, contrairement à certaines pratiques sexuelles, se tenir à distance par le biais du téléphone ou d'internet.
L'humiliation par soumission, qu'elle soit physique ou psychologique, consiste à réduire une personne à une position de faiblesse ou de dépendance, ce qui provoque un sentiment de honte, de dévalorisation ou d'infériorité.
1. Soumission physique : Cela implique souvent des gestes ou des actes qui mettent une personne dans une position de vulnérabilité physique, comme forcer quelqu'un à adopter une posture subordonnée (ex. : s'agenouiller) ou à réaliser des tâches dégradantes. L'objectif est de montrer la domination du bourreau sur la victime par le contrôle du corps.
2. Soumission psychologique : Cette forme d'humiliation est plus subtile et peut inclure des insultes, du chantage émotionnel, de la manipulation ou des critiques répétées. Ici, l'humiliation découle du fait que la personne perd le contrôle sur son image de soi, son estime ou ses émotions, souvent en étant placée dans des situations où elle est rabaissée devant les autres.
Les deux formes visent à briser l'intégrité de la personne, à la priver de dignité et à la soumettre au pouvoir ou à l'autorité de l'autre, que ce soit de manière visible ou invisible.